# Acid ceroplastic
Acidul ceroplastic (cunoscut și sub denumirea de acid pentatriacontanoic) este un acid carboxilic liniar cu formula de structură restrânsă CH3-(CH2)33-COOH. Este un acid gras saturat, având 35 atomi de carbon. Se găsește în anumite tipuri de ceruri.